# Victor Klemperer
Victor Klemperer, nemški filolog, pisatelj in novinar,  * 9. oktober 1881, Landsberg an der Warthe, Nemško cesarstvo,  † 11. februar 1960, Dresden, NDR. 
Njegovi dnevniški zapisi (izdani v Nemčiji leta 1995) so podrobno opisovali njegovo življenje pod Nemškim cesarstvom, Weimarsko republiko, Tretjim rajhom in povojno Nemško demokratično republiko. Ti, ki zajemajo obdobje Tretjega rajha, so odtlej postali standardni viri, ki so jih obširno citirali zgodovinarji Tretjega rajha, mdr. Saul Friedländer, Michael Burleigh, Richard J. Evans in Max Hastings.

## Zgodnje življenje
Victor Klemperer se je rodil v brandenburškem mestu Landsberg an der Warthe (danes Gorzów Wielkopolski, Poljska). Izhajal je iz družine Judov, njegovi starši pa so bili oče dr. Wilhelm Klemperer in mati Henriette Née Frankel. Leta 1903 prestopil v protestantizem, vendar se je kmalu zatem vrnil k judovstvu. Victor je imel tri brate in štiri sestre, bil pa je tudi bratranec slavnega dirigenta Otta Klempererja. Obiskoval več srednjih šol. Med letoma 1902 in 1905 je študiral psihologijo, filozofijo, filologijo in nemščino na univerzah v Münchnu, Ženevi, Parizu in Berlinu. Po delno končanem študiju pa je kot novinar in pisatelj delal v Berlinu vse do leta 1912, ko je spet nadaljeval študij v Münchnu. Čeprav ni bil veren človek, je vseeno potreboval versko identiteto, da bi podprl svojo akademsko kariero in zato je bil leta 1912 ponovno krščen v Berlinu. Leta 1913 je ubranil doktorsko tezo na temo  Montesquieuja, leto kasneje pa habilitiral pod mentorstvom nemškega romanista Karla Vosslerja. V letih 1914 in 1915 je poučeval na Neapeljski univerzi, bil pa je tudi profesor romanskega jezika na Tehniški univerzi v Dresdnu. Nato pa je leta 1920 dobil vojaško profesuro.

## Življenje v Tretjem rajhu
Kljub spreobrnitvi v protestantizem leta 1912 in močni identifikaciji z nemško kulturo, se je življenje Klempererja po prevzemu oblasti s strani nacistov leta 1933 močno poslabšalo. 
Njegov dnevnik, ki ga je pisal skozi nacistično dobo, ponuja izjemen prikaz vsakodnevnega življenja pod tiranijo Tretjega rajha. Dva od treh zvezkov dnevnika, ki sta bila izdana v angleščini (I Will Bear Witness in To the Bitter End) zajemata to obdobje. Ta dnevnik opisuje tudi nacistično sprevrženost nemškega jezika v propagandne namene, ki jih je Klemperer uporabil kot osnovo za svojo povojno knjigo z naslovom  LTI – Lingua Tertii Imperii (Govorica Tretjega rajha).
Njegov dnevnik v glavnem opisuje vsakdanje življenje Judov med nacističnim terorjem. Prav tako je pripovedoval o samomorih, hišnih preiskavah in izgonu njegovih prijateljev, večinoma v geto Theresienstadt (Terezín). Skozi svoje izkušnje je ohranjal svojo nemško identiteto in leta 1942 celo dejal: »Jaz sem Nemec in čakam, da se Nemci vrnejo; kot kaže so se ugreznili v zemljo.« Čeprav je to eden izmed stavkov, ki najbolj izkazuje njegov obup nad pokvarjenostjo nemške kulture, se je njegov občutek kdo in kaj je nemško med vojno precej spreminjal. Zlasti v zadnjih tednih vojne in takoj po predaji Nemčije, ko je lahko Klemperer prosto poslušal in govoril z veliko Nemci. Njegova opažanja nemške identitete jasno kažejo, kako kompleksno je bilo to vprašanje in zakaj je bilo tako pomembno za njegova dela. Dnevnik je pisal tudi ob dejstvu, da je bilo za Jude prepovedano kakršno koli publicističn udejstvovanje.
Leta 1933 je bil sprejet Nürnberški zakoni državljanstva in rase, s katerim so vsi profesorji ne-arijske rase izgubili svoj poklic z izjemo tistih, ki so se borili v prvi svetovni vojni. Prav ta izjema je omogočila Victorju, da je še vedno opravljal svoj poklic, pa čeprav brez pravice uporabe univerzitetne knjižnice ali drugih fakultetnih privilegijev. Vseeno je postopoma zapustil službo in se bil prisiljen upokojiti. Čeprav mu je bilo dovoljeno obdržati vsaj del pokojnine, je denarja hitro zmanjkalo, zato sta morala z ženo opravljati razne poklice, da sta lahko preživela.
Drugi dejavnik, ki je vplival na to, da ni delil usode judovskih sorojakov je bila njegova žena Eva Schlemmer, ki je bila arijska Nemka. Nacistična vlada ni mogla učinkovito prisiliti ljudi k ločitvi, zato so mnogi poročeni nemški Judje in navadni Nemci lahko ostali poročeni z Nemci arijske rase. Poroka je Victorju pomagala preživeti, vendar je porušila družbeni status njegove žene, ki se ni hotela ločiti. Par je izgubil pravico do vožnje in bil primoran prodati avto. Odpustiti sta morala tudi hišno gospodinjo. Sčasoma sta zgubila tudi mačko po imenu Muschel, zaradi omejenega judovskega lastništva hišnih ljubljenčkov. Eden od nacističnih zakonov je vse Jude prisilil, da v dokumentih dodajo Sarah ali Israel kot svoje srednje ime, kar je Victor storil, ampak ga takoj odstranil. Ker njegova žena ni bila judovske vere, ji tega ni bilo treba storiti.
Hkrati je Klempererja zelo razjezilo širjenje antisemitizma tudi med tistimi, ki so nasprotovali nacističnemu režimu. Zato je občasno pomislil, da bi celo pobegnil v ZDA. Poznejši dnevniški zapisi (april 1940) opisujejo težave z izseljevanjem in pobegom. Novembra 1938 so nacisti preiskali njegovo hišo, ga aretirali ter nato izpustili. Takrat je priznal, da ne more zanikati svojih nemških korenin, toda da je njegovo domoljubje izginilo za vedno.
Ker je bila njegova žena Eva arijske rase, se je lahko izognil deportaciji v koncentracijska taborišča, vendar sta bila leta 1940 preseljena v judovsko hišo. Tu in zlasti v tovarnah, kjer je bil prisiljen delati, so ga člani Hitlerjeve mladine rutinsko zasliševali in poniževali. Samo zaradi svoje arijske žene je par dobil dovolj hrane, da je preživel. V dnevniku je podrobno prikazano, kako je Gestapo (nemška tajna policija) vsakodnevno izvajal ponižujoče in brutalne hišne preiskave, pretepe in rope živil ter gospodinjskih predmetov, ki so jih prebivalci še kako potrebovali. Poleg tega opisuje globoko negotovost, ki so jo doživljali Judje, zaradi pomanjkanja informacij o napredku vojne. Victor se je postopoma zavedal narave grozodejstev, ki so se dogajala v taboriščih kot sta Theresienstadt in Auschwitz.
Klemperer je bil 13. februarja leta 1945 (dan pred nočnim bombardiranjem Dresdna) priča pošiljanju obvestil o deportaciji (prisilni preselitvi dela prebivalstva v drug oddaljen kraj) nekaterih zadnjih članov judovske skupnosti v Dresdnu. Zaradi strahu, da ga bodo oblasti kmalu ubile, je izkoristil trenutek zavezniških bombnih napadov in se pridružil begunski koloni ter z njimi pobegnil na Bavarsko. Z ženo sta preživela, vendar pa njegov dnevnik priča o vrnitvi do njihove hiše v Dölzschenu na obrobju Dresdna. Do hiše sta prišla peš prek Bavarske in Vzhodne Nemčije.

## Po vojni
Po vojni se je Klemperer pridružil komunistični stranki in si na univerzi v Leipzigu povrnil univerzitetno delovno mesto. Njegov nekdanji prijatelj zgodovinar Johannes Kuhn ga je sprejel nazaj, kot da se ni nič zgodilo. V Vzhodni Nemčiji je postal pomembna kulturna osebnost, predaval je na univerzah Greifswald, Berlin in Halle. Bil je delegat kulturnega združenja NDR od leta 1950 do 1958. 
Njegovi dnevniški zapisi so bili leta 1995 objavljeni kot Tagebücher. Takoj je bil literarna senzacija in je v Nemčiji hitro postal uspešnica. Leta 1995 je bil zato posmrtno nagrajen z Geschwister-Scholl-Preis za svoje delo.

## Dokumentarni film
Leta 2000 je Herbert Gantschacher skupaj s Katharino in Jürgenom Rostokom napisal dokumentarno dramo Kronika (1933–1945). Drama vsebuje izvirne dokumente iz biografij Roberta Leya in Victorja Klempererja. Prva predstava se je izvedla leta 2000 v dokumentacijskem centru na načrtovanem letovišču Prora na otoku Rügen v Nemčiji na plaži "Moč skozi radost". Leta 2003 pa je Stan Neumann režiral dokumentarni film, ki temelji na Klempererjevih dnevnikih. Pri tem je upošteval tudi pomen njegovih opazovanj in pomen njegove vloge kot priče v ekstremnih situacijah

## LTI– Lingua Tertii Imperii
LTI (Govorica Tretjega rajha) je Klempererjevo najbolj znano delo, ki temelji na njegovih dnevniških zapiskih in opažanjih. Knjiga preučuje načine, kako je nacistična propaganda spremenila nemški jezik. Nastala je na podlagi dnevnika, ki ga je Victor pisal od leta 1933. Vanj je zapisal in komentiral jezikovno sorodnost nemščine, ki so jo uporabljali nacistični uradniki, navadni državljani in celo rojaki Judje. Knjigo je nato napisal med letoma 1945 in 1946. Prvič je bila objavljena leta 1947. Avtor na začetku knjige poudari, da je bil zanj znak LTI, ta kratica, ki si jo je izmislil kot analogijo tistim, s katerimi se je srečeval v nacističnem režimu, v njegovem dnevniku balansirka, nujno orodje, ki ga je ohranjalo živega kot hodca na napeti vrvi v vrtincu totalnega gospostva nacionalsocialističnega režima. Med temeljnimi značilnostmi LTI Klemperer poudarja njeno revščino, monotonost, zabrisanost med pisano in govorjeno besedo, sejmarski slog, učeno uvajanje tujk in kratic, zlorabo visokih moralnih kategorij (herojstvo, junaštvo, žrtvovanje ...). LTI ni jezik nemške kulture, je nemški jezik v posebni rabi, v žargonu nacistične govorice. Govorica Tretjega rajha je preteklost, »...opozarjati na strup in svariti pred njim ...« pa je še kako aktualno.
LTI - Lingua Tertii Imperii je izšča v slovenščini pri založbi /*cf.